# MCS-48

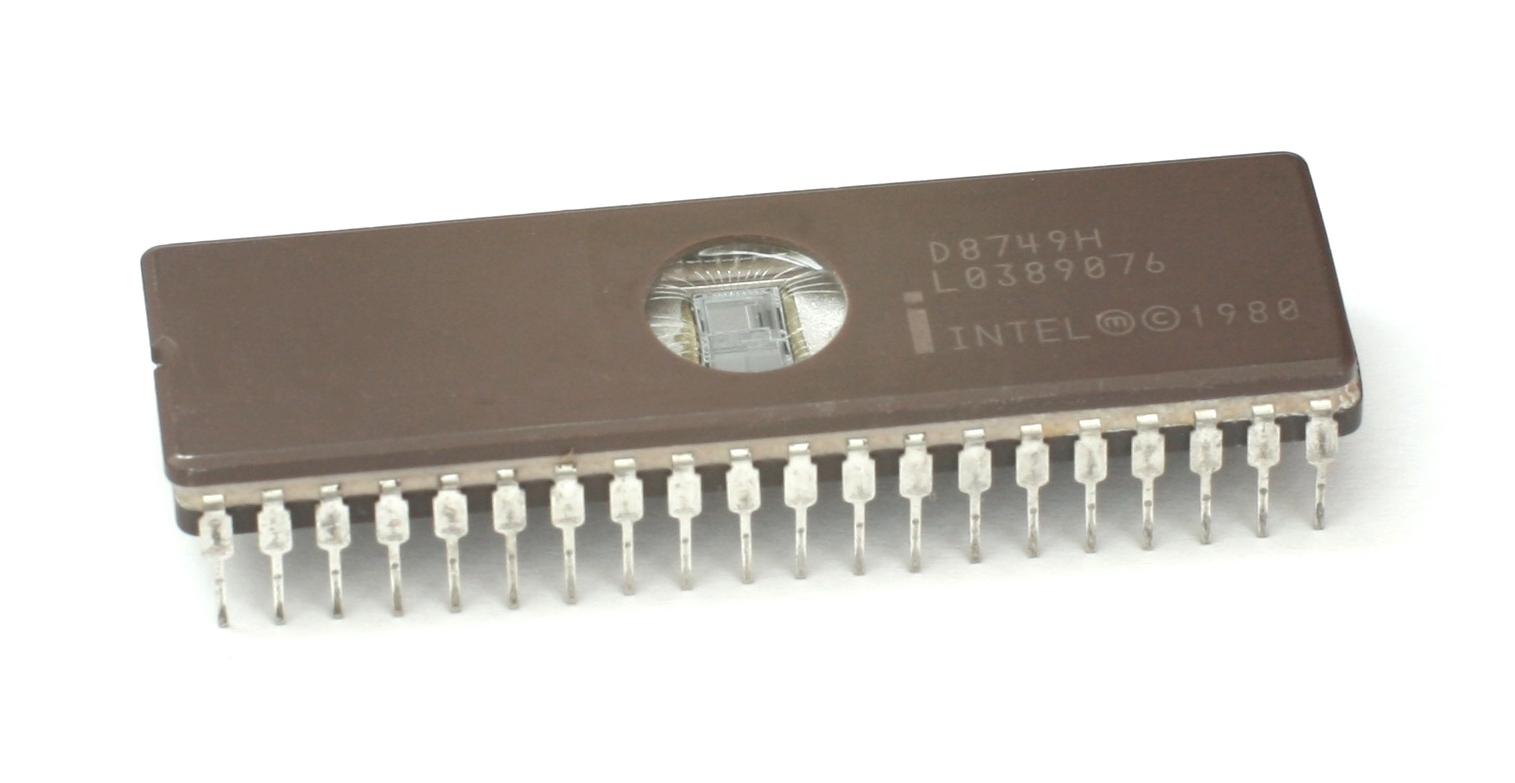
Микроконтроллер 8749 с перепрограммируемым ПЗУ с ультрафиолетовым стиранием.

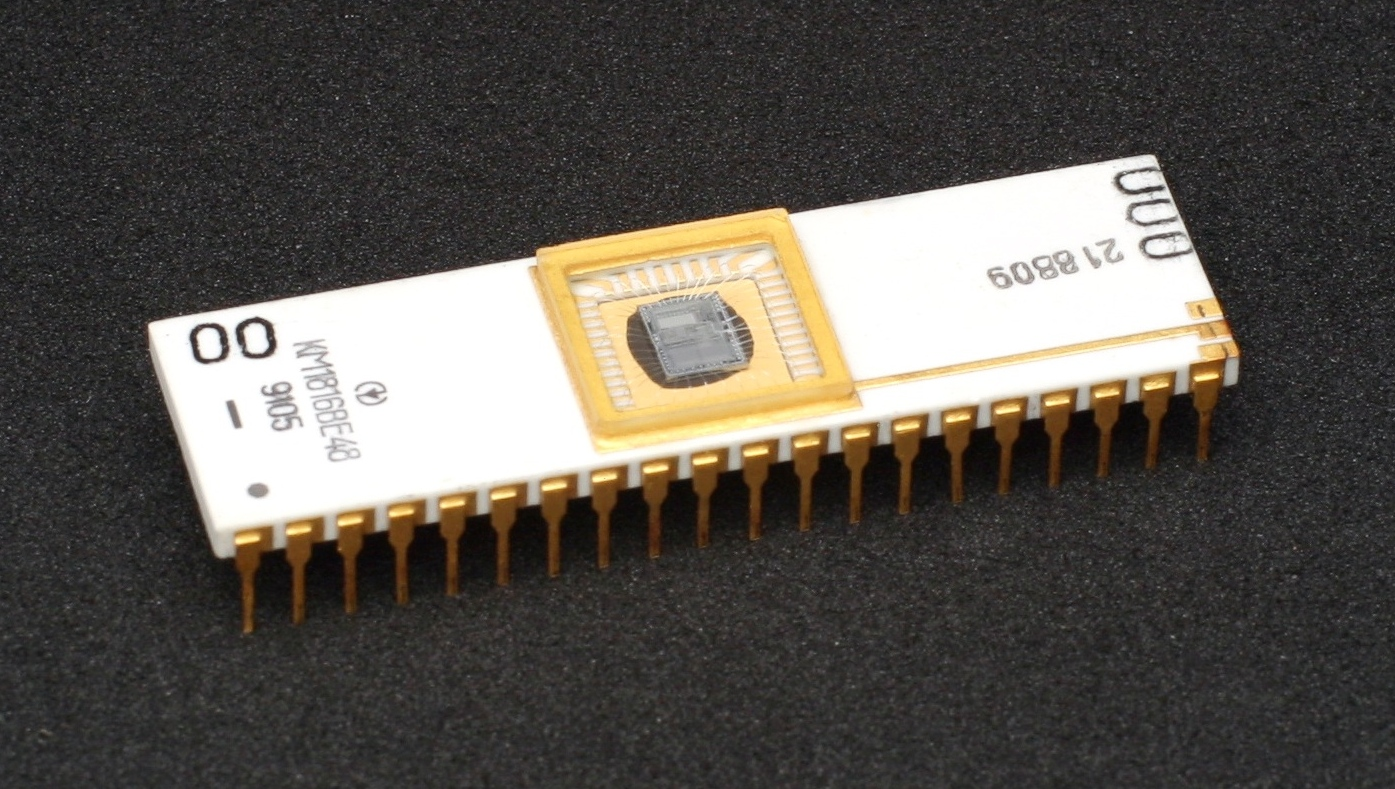
KM1816BE48, советский клон Intel 8748.

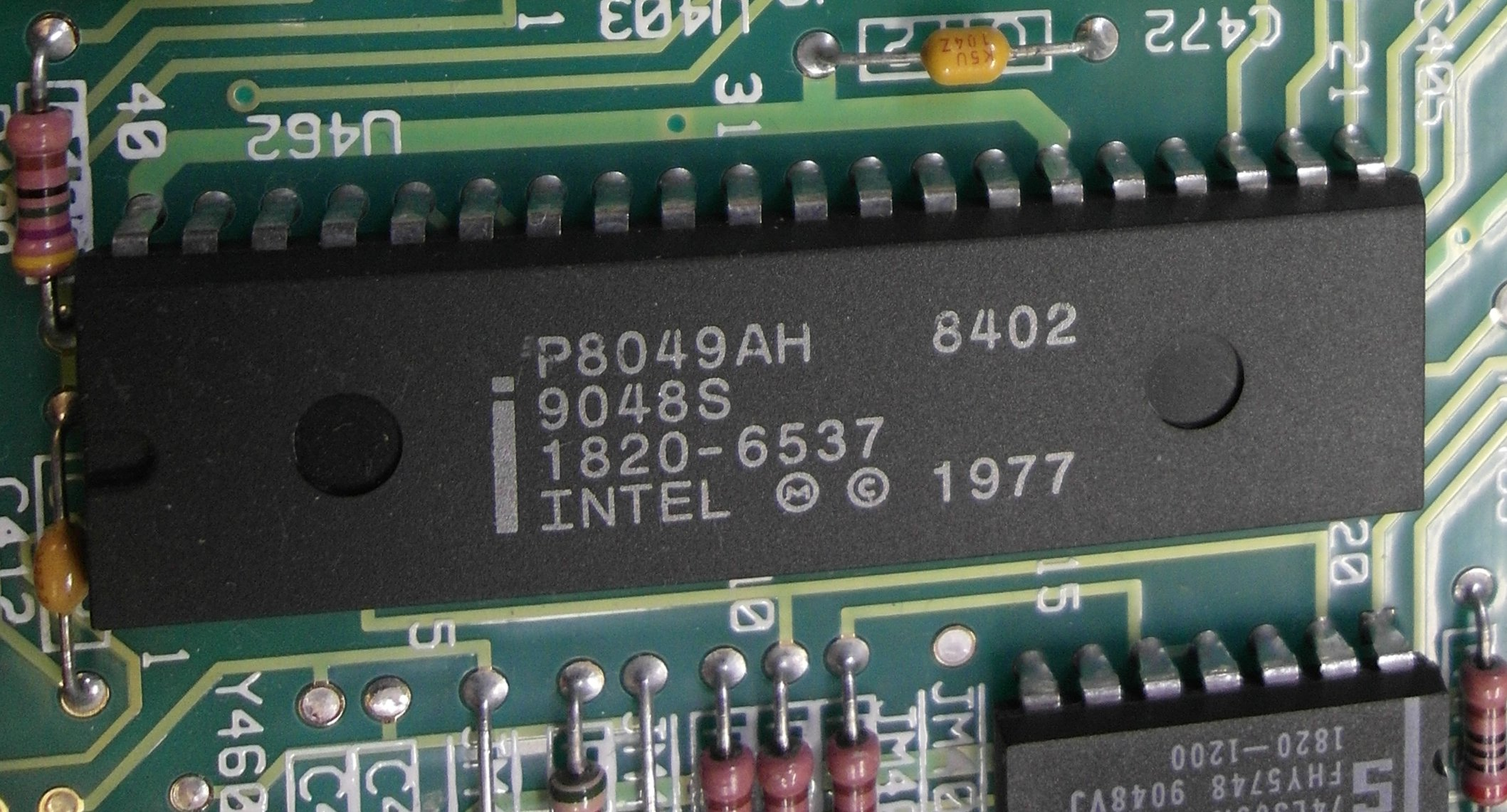
Микроконтроллер Intel 8049, использованный в схеме мультиметра HP3478A. Эта ИМС была произведена на 48 неделе 1990 года.

MCS-48 — это первое семейство восьмиразрядных однокристальных микроконтроллеров, которое было разработано корпорацией Intel в 1976 и производилось до 1990-х годов.
Семейство MCS-48 основано на модифицированной гарвардской архитектуре. Память программ реализуется внутренним или внешним ПЗУ, память данных — внутреннее ОЗУ с возможностью подключения внешнего. Порты ввода/вывода вынесены в отдельное адресное пространство.

## Основные параметры
- 8-битный таймер/счетчик;
- встроенный системный генератор тактовой частоты;
- совместимость с MCS-80/MCS-85 периферией;
- вывод внутренней шины данных;
- возможность расширения памяти и портов ввода/вывода;
- адресное пространство внешней памяти данных (ОЗУ): 256 байт;
- адресное пространство памяти программ (ПЗУ): 4 Кб.

## Представители семейства

### Микроконтроллеры

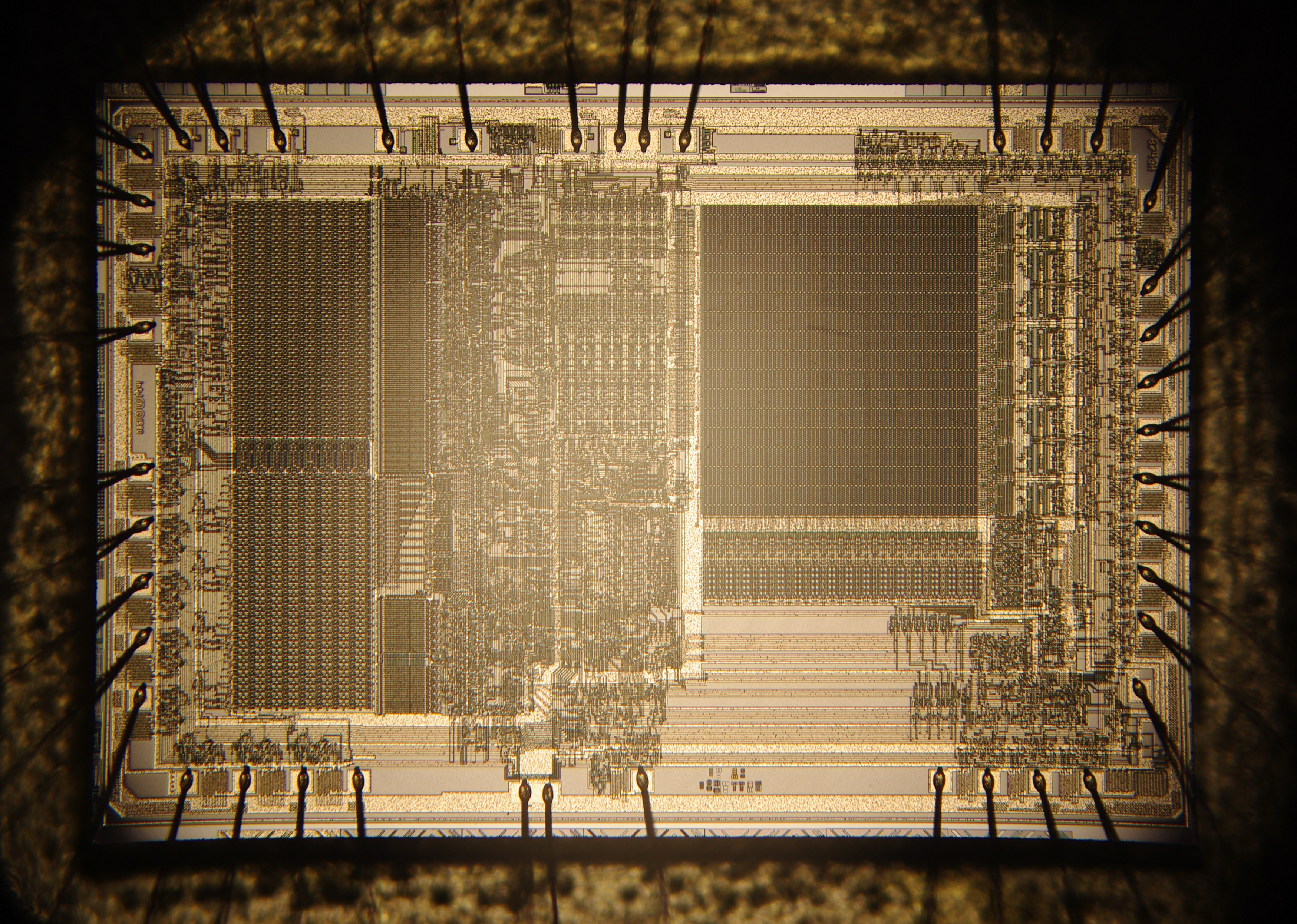
Фотография кристалла микроконтроллера 8749H

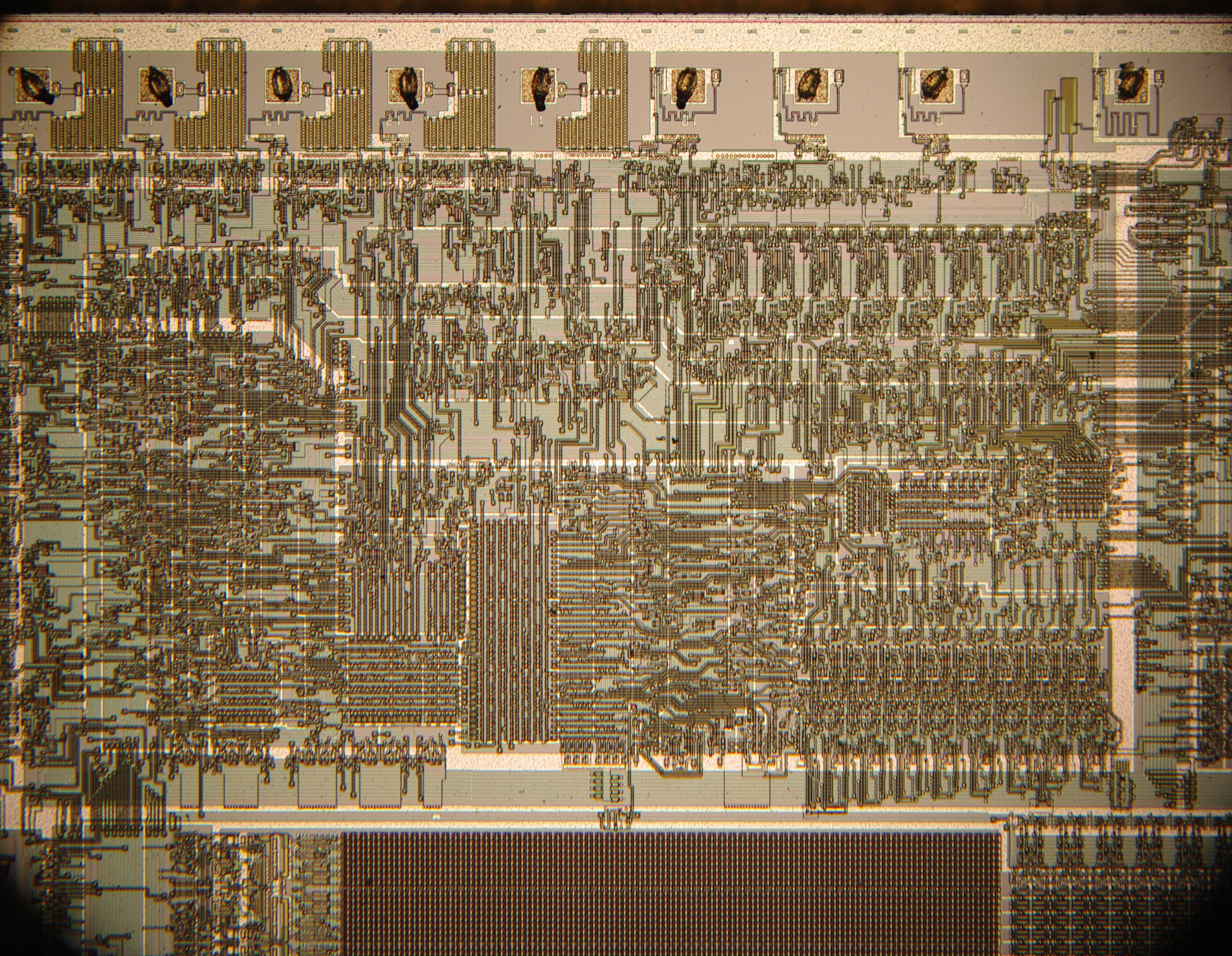
Фотография кристалла микроконтроллера 8741

| Микроконтроллер | Встроенное ПЗУ (KiB) | Встроенное ОЗУ (B) | Сохранение содержимого ОЗУ в stanby режиме | Линий ввода/вывода | Количество выводов корпуса | Примечания          |
| --------------- | -------------------- | ------------------ | ------------------------------------------ | ------------------ | -------------------------- | ------------------- |
| 8020            | 1                    | 64                 | н/д                                        | 13                 | 20                         |                     |
| 8021            | 1                    | 64                 | н/д                                        | 21                 | 28                         |                     |
| 8022            | 2                    | 64                 | н/д                                        | 21                 | 28                         | Встроенный АЦП      |
| 8035            | Отсутствует          | 64                 | Да                                         | 24                 | 40                         |                     |
| 8039            | Отсутствует          | 128                | Да                                         | 24                 | 40                         |                     |
| 8040            | Отсутствует          | 256                | Да                                         | 24                 | 40                         |                     |
| 8048            | 1                    | 64                 | Да                                         | 24                 | 40                         |                     |
| 8049            | 2                    | 128                | Да                                         | 24                 | 40                         |                     |
| 8050            | 4                    | 256                | Да                                         | 24                 | 40                         |                     |
| P8748H          | 1 (PROM)             | 64                 | Нет                                        | 24                 | 40                         |                     |
| P8749H          | 2 (PROM)             | 128                | Нет                                        | 24                 | 40                         |                     |
| 8648            | 1                    | 64                 | н/д                                        | 24                 | 40                         | Заводская OTP EPROM |

### Универсальный периферийный интерфейс (UPI)
| Обозначение | Встроенное ПЗУ (KiB) | Встроенное ОЗУ (B) | Примечания                |
| ----------- | -------------------- | ------------------ | ------------------------- |
| 8041        | 1                    | 64                 |                           |
| 8041AH      | 1                    | 128                |                           |
| 8741A       | 1                    | 64                 | Версия 8041 с EPROM       |
| 8741AH      | 1                    | 128                | Версия 8041AH с OTP EPROM |
| 8042AH      | 2                    | 256                |                           |
| 8742        | 2                    | 128                | Версия 8042AH с EPROM     |
| 8742AH      | 2                    | 256                | Версия 8042AH с OTP EPROM |

### Микросхема расширения памяти и портов ввода вывода
| Обозначение | Описание                                      |
| ----------- | --------------------------------------------- |
| 8355        | 2 Кб ROM, 16 линий ввода/вывода               |
| 8755A       | 2 Кб EPROM, 16 линий ввода/вывода             |
| 8155        | 256 байт RAM, 22 линий ввода/вывода, 1 таймер |
| 8156        | 256 байт RAM, 22 линий ввода/вывода, 1 таймер |
| 8243        | 16 линий ввода/вывода                         |

## Применение
- промышленные системы автоматизации
- контроллеры клавиатуры IBM PC
- игровая приставка Magnavox_Odyssey²
- различные электронные схемы